# Manoir de Kerprigent
Le manoir de Kerprigent est un édifice situé à Lannion, en France.

## Localisation
Le manoir est situé sur le territoire de la commune de Lannion, dans le département  des Côtes-d'Armor, en région Bretagne.

## Description
Manoir remontant au XVe siècle (corps central) , avec adjonction de l'aile en retour au XVIe siècle. Au XVIIe siècle, des modifications ont été apportées à l'est du logis. Une partie des communs date de cette époque, de même que le pigeonnier. Modification de quelques percements au XIXe siècle. L'intérieur du logis conserve de belles cheminées et des portes à linteaux moulurés.

## Historique
Le manoir est inscrit partiellement (façades et toitures du logis et des communs ; les six cheminées du logis ; le pigeonnier) au titre des monuments historiques par arrêté du 31 décembre 1980.

## Galerie

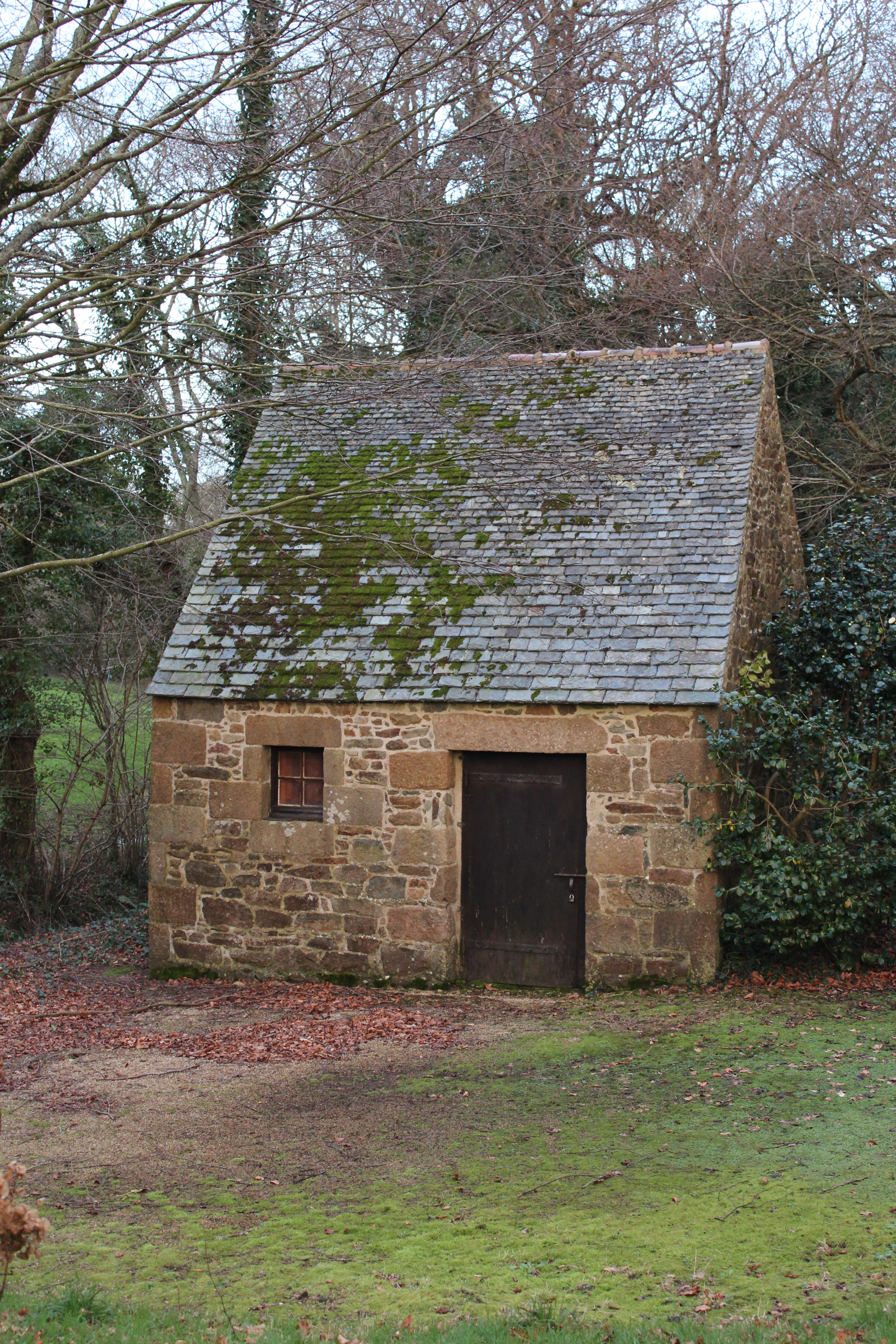